# Faylné Hentaller Mariska
Faylné Hentaller Mariska (Jászberény, 1850. július 7. – Budapest, 1927. október ?) író. Fayl Frigyes felesége.

## Élete
1879-ben megözvegyült, ezután kezdett ifjúsági irodalommal foglalkozni. Meséi, regéi jórészt magyar és idegen népmeséken alapulnak.

## Művei
- Mesék és regék tíz képpel (1883)
- Kedvenc könyvem (1884)
- Kis mesék. Népmesék, regék és elbeszélések (1884)
- Mesék a fonóból (1886)
- Hol volt, hol nem volt (1886)
- Hetedhét országon túl (1886)
- Mesék és regék gyermekek számára (1888)
- A magyar írónőkről (1889)
- Leányévek (elbeszélés, 1894)
- Fekete Kató és más elbeszélések (1899)
- A Sződy lányok (1904)
- Mesekincstár (1905)
- Árva Margit (1905)
- Otthon nélkül … haza nélkül (regény, 1918)
- Legszebb meséi (1919)
- Sok-sok csecse tarka mese (1920)